# Тода-и-Хункоса, Тереза
Тереза Тода-и-Хункоса или Тереза Святого Иосифа (кат. Teresa de Sant Josep; 19 августа 1826 года, Риудеканес, Каталония, Испания — 30 июля 1898 года, Барселона, Испания) — слуга Божия Римско-католической церкви, монахиня, соосновательница Конгрегации Кармелиток Терезианок Святого Иосифа (C.T.S.J.).

## Биография
Тереза Тода-и-Хункоса родилась 19 августа 1826 года в Риудеканьес, в Испании в семье богатых фермеров. 7 июля 1847 года её выдали замуж за местного фермера Антони Гош-и-Доменек. Спустя три месяца после заключения брака, муж начал избивать жену и вести разгульную и порочную жизнь. 28 мая 1848 года у них родилась дочь, Тереза Гош-и-Тода, но поведение супруга не изменилось.
Тогда Тереза Тода приняла мужественное для того времени решение. Она обратилась в церковный суд с просьбой о расторжении брака из-за оскорбительного и жестокого обращения с ней со стороны мужа. 5 августа 1848 года супругов временно развели на три месяца. В это время Антони Гош был призван в действующую армию и пропал без вести.
Тереза Тода оставила Риудеканьес и, вместе с дочерью, переехала в Таррагону, где вела благочестивую жизнь, посвященную делам благотворительности и образованию дочери, под духовным руководством Иосифа Кайксаль-и-Эстрады, каноника и будущего епископа Урхеля. В это время она обрела своё призвание, решив посвятить себя монашеской жизни, с харизмой защиты и воспитания детей, оставшихся без опеки. Ею было принято решение основать монашескую общину.
Тереза Гош-и-Тода выразила желание помочь матери в реализации проекта. В 1868 году, по совету духовника, они отправились в Барселону, где, вместе с Долорес Кото и Катриной Пера, не без начального противостояния со стороны церковных властей, им всё же удалось основать первую общину. 22 февраля 1878 года был открыт первый дом будущей Конгрегации Кармелиток Терезианок Святого Иосифа. Это была школа и приют для сирот и детей из бедных семей, где детей не только кормили, одевали и учили, но и оказывали им психологическую помощь.
16 сентября 1883 года были утверждены Конституции института, и Тереза Тода-и-Хункоса, вместе с дочерью и тремя другими девушками, приняла постриг. В монашестве она взяла себе имя Терезы Святого Иосифа. С 1885 году дома конгрегации стали открываться по всей Каталонии.
В 1891 году Тереза Святого Иосифа серьёзно заболела и болела до самой смерти. Она умерла 30 июля 1898 года в Барселоне, в Испании.

## Почитание
В 1996 году по просьбе архиепархии Барселоны был открыт процесс по беатификации Терезы Тода-и-Хункоса. В 1999 году процесс был завершен. В 2008 году все собранные материалы были переданы в Конгрегацию по канонизации святых.